# Друзья (9-й сезон)
Девятый сезон американского телесериала «Друзья», премьера которого состоялась на канале NBC 26 сентября 2002 года, а заключительная серия вышла 15 мая 2003 года, состоит из 24-х эпизодов.

## Сюжет
Рэйчел понимает, что Джоуи не делал ей предложение, но и Росс не сделал тоже. Поскольку после рождения ребёнка их отношения ещё больше усложняются, Рэйчел с дочерью вновь поселяются у Джоуи.
Чендлер получает новую работу в Талсе на Рождество. Моника не едет с ним, поскольку находит новую работу. Когда выясняется, что Чендлер должен задержаться на новом месте надолго, он увольняется и устраивается в рекламное агентство. Всё это время пара пытается зачать ребёнка, но, как выясняется, у них очень мало шансов. Поэтому Моника и Чендлер решаются на усыновление.
По стечению обстоятельств, Джоуи знакомит Фиби с Майком Ханиганом, и у них начинаются серьёзные отношения. Однако Майк пугается этого, и Фиби уходит от него.
Друзья отправляются на Барбадос, на конференцию, в которой участвует Росс. Вместе с Фиби туда едет Дэвид — её бывший возлюбленный, который когда-то уехал в Минск, но теперь вернулся. Вместе с Джоуи едет коллега Росса — Чарли.
Чендлер случайно намекает Дэвиду на то, что Фиби хочет серьёзных отношений, и тот собирается сделать ей предложение. Моника рассказывает об этом Майку, и тот быстро прилетает на Барбадос. Он решается и сам делает Фиби предложение. Та отказывается, мотивируя это тем, что хочет не замуж, а знать, что «они к чему-то движутся». Фиби и Майк снова вместе.
Джоуи и Чарли расходятся, чем пользуется давно испытывающий симпатию к Чарли Росс. Видя их вместе, Джоуи целует Рэйчел.

## В ролях
- Дженнифер Энистон — Рэйчел Грин
- Кортни Кокс — Моника Геллер
- Лиза Кудроу — Фиби Буффе
- Мэтт Леблан — Джоуи Триббиани
- Мэттью Перри — Чендлер Бинг
- Дэвид Швиммер — Росс Геллер

## Эпизоды
| № общий | № в сезоне | Название                                                                             | Режиссёр           | Автор сценария                                                                            | Дата премьеры    | Зрители в США (млн) |
| --- | ---------- | ------------------------------------------------------------------------------------ | ------------------ | ----------------------------------------------------------------------------------------- | ---------------- | ------------------- |
| 195 | 1          | «The One Where No One Proposes» «Эпизод, в котором никто не делает предложения»      | Кевин С. Брайт     | Шерри Билсинг-Грэм и Эллен Пламмер                                                        | 26 сентября 2002 | 34.01               |
| Джоуи пытается объяснить Рэйчел, что не делал ей предложения. Фиби думает, что Рэйчел согласилась на предложение Росса. Росс не помнит, делал ли он предложение. Моника и Чендлер пытаются зачать ребёнка. Рэйчел пытается кормить ребёнка грудью. |            |                                                                                      |                    |                                                                                           |                  |                     |
| 196 | 2          | «The One Where Emma Cries» «Эпизод, где плачет Эмма»                                 | Шелдон Эппс        | Дана Клейн Борков                                                                         | 3 октября 2002   | 28.93               |
| Рэйчел не может успокоить плачущую Эмму. Моника и Фиби пытаются помочь, в итоге у Моники получается. Чендлер засыпает на совещании и пропускает момент, когда его отправляют работать в Талсу, Оклахома. Джоуи просит у Росса прощения и хочет, чтобы тот его ударил, но Росс промахивается и ломает палец о столб. |            |                                                                                      |                    |                                                                                           |                  |                     |
| 197 | 3          | «The One with the Pediatrician» «Эпизод с педиатром»                                 | Роджер Кристиансен | Брайан Букнер и Себастьян Джонс                                                           | 10 октября 2002  | 26.63               |
| Фиби и Джоуи решают организовать двойное свидание, но Джоуи забывает и ему приходится искать первого попавшегося Майка (Пол Радд). Рэйчел отводит Эмму к педиатру и узнаёт, что Росс до сих пор тоже его пациент. Моника получает новую престижную работу в Нью-Йорке, и они с Чендлером решают, что в Оклахому поедет только он. |            |                                                                                      |                    |                                                                                           |                  |                     |
| 198 | 4          | «The One with the Sharks» «Эпизод с акулами»                                         | Бен Вайс           | Эндрю Рейх и Тед Коэн                                                                     | 17 октября 2002  | 25.82               |
| Моника думает, что Чендлера возбуждают акулы. Джоуи встречает девушку и понимает, что уже спал с ней когда-то, но его беспокоит то, что она его не помнит. Оказывается, он спал с её соседкой. Росс говорит Фиби о том, что у неё не было серьезных отношений, что очень огорчает её перед свиданием c Майком. Росс хочет исправить ситуацию и придумывает воображаемого бывшего парня Фиби. |            |                                                                                      |                    |                                                                                           |                  |                     |
| 199 | 5          | «The One with Phoebe's Birthday Dinner» «Эпизод с днём рождения Фиби»                | Дэвид Швиммер      | Скотт Силвери                                                                             | 31 октября 2002  | 24.46               |
| Фиби хочет устроить вечеринку на свой день рождения, где соберутся все друзья, но вовремя пришли только она и Джоуи (который очень хочет есть). Позже им проходится менять большой стол на маленький и дожидаться заказа, пока все не придут. Рэйчел боится оставить ребёнка без собственного присмотра, в итоге берет Эмму и мать Росса с собой в ресторан. Моника хочет зачать ребёнка, но Чендлер курил на работе, из-за чего происходит скандал; Моника притворилась, что простила, они занимаются сексом, а потом опять ругаются; Чендлер произносит: «меня использовали...». Когда все же все оказываются в ресторане, вечер все равно не задается и Фиби уходит к Майку. Все расходятся, приносят еду, и всё это достается Джоуи. |            |                                                                                      |                    |                                                                                           |                  |                     |
| 200 | 6          | «The One with the Male Nanny» «Эпизод с няней мужского пола»                         | Кевин С. Брайт     | Дэвид Крейн и Марта Кауффман                                                              | 7 ноября 2002    | 27.51               |
| Росс и Рэйчел находят для Эммы няню — мужчину Сэнди (Фредди Принц мл.), что очень расстраивает Росса, но очень нравится Джоуи и Рэйчел. В итоге им все равно приходится отказаться от Сэнди. Чендлер пытается доказать Монике, что он смешнее её коллеги. Фиби обменивается с Майком ключами от квартир. В этот момент в город приезжает Дэвид — ученый, бывший парень Фиби (Хэнк Азария), они целуются, в этот момент приходит Майк. 200-й эпизод. Самый длинный эпизод (не считая эпизодов из 2-х частей) за всю историю сериала: 31:56 мин. |            |                                                                                      |                    |                                                                                           |                  |                     |
| 201 | 7          | «The One with Ross's Inappropriate Song» «Эпизод с неуместной песней Росса»          | Гэри Халворсон     | Роберт Карлок                                                                             | 14 ноября 2002   | 25.35               |
| Росс находит способ рассмешить Эмму — им оказывается песенка «для взрослых» («Baby got back»). Чендлер находит кассету с надписью «Моника» в квартире Ричарда, бывшего парня Моники и думает, что это домашнее видео Ричарда и Моники. Фиби знакомится с родителями Майка, которые живут на Верхнем Манхеттене. Чтобы их впечатлить она ведет себя неестественно, но Майк просит её расслабиться, что выдает все её особенности. На ужине им подают мясо, Фиби пробует, но не выдерживает и убегает в ванную. Майк признается, что любит Фиби. |            |                                                                                      |                    |                                                                                           |                  |                     |
| 202 | 8          | «The One with Rachel's Other Sister» «Эпизод с другой сестрой Рэйчел»                | Кевин С. Брайт     | Шана Голдберг-Миэн                                                                        | 21 ноября 2002   | 26.76               |
| Выпуск посвящён Дню благодарения. Сестра Рэйчел, Эми (Кристина Эпплгейт), появляется на вечеринке в честь Дня благодарения. Она обижается, что Рэйчел не отдаст ей Эмму, если, гипотетически, её родители умрут. Росс и Рэйчел говорят, что они отдадут её Монике и Чендлеру, но позже выясняется, что если, гипотетически, умрет и Моника, то Чендлеру ребёнок не достанется. Начинается скандал. В это время Фиби учит Джоуи лгать, так как тот забыл про праздничный парад, где должен быть с коллегами. А Моника переживает за свой китайский сервиз, который после свадьбы «нельзя доставать до прихода королевы Великобритании». В конце концов Чендлер проявляет свои навыки воспитателя и прекращает драку сестер, после чего Росс согласен, гипотетически, отдать ему Эмму. Однако, пока Моники не было в комнате, Чендлер случайно разбивает сервиз. |            |                                                                                      |                    |                                                                                           |                  |                     |
| 203 | 9          | «The One with Rachel's Phone Number» «Эпизод с телефонным номером Рэйчел»            | Бен Вайс           | Марк Кунерт                                                                               | 5 декабря 2002   | 25.43               |
| Рэйчел первый раз после родов идет в клуб с Фиби, где даёт парню свой номер телефона, но потом передумывает и пытается сделать так, чтобы Росс не получил звонка. Однако Росс отвечает на звонок и записывает номер, но после решает не говорить об этом Рэйчел. Росс в это время проводит время с Майком, однако их вечер проходит ОЧЕНЬ медленно и скучно. Чендлер приезжает на один день из Талсы и хочет провести время с женой, а Джоуи приглашает в этот день его на игру. Чтобы не обидеть друга, Чендлер скрывает свое возвращение, однако Джоуи думает, что Моника завела кого-то «на стороне». |            |                                                                                      |                    |                                                                                           |                  |                     |
| 204 | 10         | «The One with Christmas in Tulsa» «Эпизод с Рождеством в Талсе»                      | Кевин С. Брайт     | Doty Abrams                                                                               | 12 декабря 2002  | 22.29               |
| Выпуск посвящён Рождеству. Чендлер остаётся в Талсе по работе на Рождество. Его помощница — Вэнди, «вторая красивейшая девушка в Оклахоме» (Сельма Блэр), пристает к нему, Чендлер вспоминает моменты, проведённые с Моникой, и бросает работу. |            |                                                                                      |                    |                                                                                           |                  |                     |
| 205 | 11         | «The One Where Rachel Goes Back to Work» «Эпизод, где Рэйчел возвращается на работу» | Гэри Халворсон     | Сюжет : Джадд Рубин Телесценарий : Питер Тиббалс                                          | 9 января 2003    | 23.67               |
| Рэйчел хочет как можно быстрее вернуться на работу, так как боится, что парень — Гэвин (Дермот Малруни), который её замещает, займет её место насовсем. Джоуи устраивает Фиби актрисой в сериал, однако она сильно вживается в роль. |            |                                                                                      |                    |                                                                                           |                  |                     |
| 206 | 12         | «The One with Phoebe's Rats» «Эпизод с крысами Фиби»                                 | Бен Вайс           | Сюжет : Дана Клейн Борков Телесценарий : Брайан Букнер и Себастьян Джонс                  | 16 января 2003   | 23.66               |
| Фиби растит в своей квартире семейство крыс, и даже берет их на день рождения к Рэйчел. Росс и Рэйчел нанимают новую няню — Молли (Мелисса Джордж), которая очень заинтересовывает Джоуи, Росс хочет предотвратить последствия ухаживаний Джоуи. Рэйчел бесится от Гэвина, а когда тот приходит на праздник, они целуются на балконе. К несчастью, все это из своего окна видит Росс, который сидит с Эммой. |            |                                                                                      |                    |                                                                                           |                  |                     |
| 207 | 13         | «The One Where Monica Sings» «Эпизод, где Моника поёт»                               | Гэри Халворсон     | Сюжет : Шерри Билсинг-Грэм и Эллен Пламмер Телесценарий : Стивен Розенхаус                | 30 января 2003   | 25.82               |
| Моника поет в баре, где играет Майк: она очень нравится посетителям, но вовсе не из-за вокальных данных, а из-за того что её блузка просвечивает. Тем временем Рэйчел и Росс говорят о случившемся на балконе и о номере телефона из бара. Джоуи нужно выщипать брови, но он вытерпел только один глаз. На помощь приходит Чендлер, который в «детстве зарабатывал, выщипывая брови друзьям отца». Рэйчел переезжает обратно к Джоуи. |            |                                                                                      |                    |                                                                                           |                  |                     |
| 208 | 14         | «The One with the Blind Dates» «Эпизод со свиданиями вслепую»                        | Гэри Халворсон     | Шерри Билсинг-Грэм и Эллен Пламмер                                                        | 6 февраля 2003   | 23.37               |
| Чтобы доказать Россу и Рэйчел, что они созданы друг для друга, Джоуи и Фиби организуют им свидание вслепую с ужасными партнёрами: к Россу в ресторан так и не пришла девушка (из-за чего официанты ставят на него пари), а у Рэйчел свидание с неудачником Стивом (Джон Ловитц). |            |                                                                                      |                    |                                                                                           |                  |                     |
| 209 | 15         | «The One with the Mugging» «Эпизод с хулиганством»                                   | Гэри Халворсон     | Питер Тиббалс                                                                             | 13 февраля 2003  | 20.85               |
| Чендлер пробует себя в рекламе, но он чувствует себя неловко из-за своего возраста, когда все остальные стажеры не старше 30. Фиби и Росса грабит один из знакомых Фиби. Выясняется, что в детстве Фиби ограбила Росса и даже сохранила некоторые отобранные у него вещи. Джоуи пробуется на роль, в которой должен играть с известным актером Леонардом Хэйзом (Джефф Голдблюм), однажды он приходит на репетицию, не успевая сходить в туалет, из-за чего его игра становится дёрганной, что очень нравится Леонарду и съемочной группе. |            |                                                                                      |                    |                                                                                           |                  |                     |
| 210 | 16         | «The One with the Boob Job» «Эпизод с пластикой груди»                               | Гэри Халворсон     | Марк Кунерт                                                                               | 20 февраля 2003  | 19.52               |
| Чендлер и Моника в тайне друг от друга просят у Джоуи денег в долг, Джоуи приходится выкручиваться из ситуации и он говорит Чендлеру, что Моника одолжила на увеличение груди. Чендлер отговаривает Монику от изменений, а та думает, что он боится, что она потолстеет во время беременности. Рэйчел покупает защитное оборудование для квартиры, и оно становится помехой для Джоуи. Фиби и Майк собираются жить вместе, но потом Майк говорит Фиби, что не готов к новому браку, и они расстаются. |            |                                                                                      |                    |                                                                                           |                  |                     |
| 211 | 17         | «The One with the Memorial Service» «Эпизод с поминками»                             | Гэри Халворсон     | Сюжет : Роберт Карлок Телесценарий : Брайан Букнер и Себастьян Джонс                      | 13 марта 2003    | 21.00               |
| Росс и Чендлер пишут друг про друга разную чепуху на Интернет-сайте своего колледжа. Доходит до того, что Чендлер — гей, а Росс — умер. Друзья устраивают ненастоящие поминки, куда однако приходит не более 2-х человек, что очень расстраивает Росса. Моника пытается помешать Фиби встретиться с Майком, однако её план срывается. А интересы Джоуи и Эммы сталкиваются из-за плюшевого пингвина Хагси (Hugsy). |            |                                                                                      |                    |                                                                                           |                  |                     |
| 212 | 18         | «The One with the Lottery» «Эпизод с лотереей»                                       | Гэри Халворсон     | Сюжет : Брайан Букнер и Себастьян Джонс Телесценарий : Шерри Билсинг-Грэм и Эллен Пламмер | 3 апреля 2003    | 20.79               |
| Все, кроме Росса, решают купить лотерейные билеты. Но позже Моника покупает и Россу билет тоже. Все ждут розыгрыша и рассказывают куда бы потратили свой выигрыш, однако в итоге все ссорятся (одна из причин: Моника покупает лишние билеты для себя и никому не говорит). Фиби выбегает на балкон с миской с билетами, чтобы успокоить всех, однако миску сбивает голубь и билеты разлетаются. В итоге на оставшиеся билеты друзья выигрывают 3$ и отдают свои выигрыши Фиби. Тем временем, Чендлер ждет звонка с работы о получении должности и получает младшего копирайтера в рекламной компании. Рэйчел думает, что Эмма сказала свое первое слово — «глиба». |            |                                                                                      |                    |                                                                                           |                  |                     |
| 213 | 19         | «The One with Rachel's Dream» «Эпизод со сном Рэйчел»                                | Терри Хьюс         | Сюжет : Дана Клейн Борков Телесценарий : Марк Кунерт                                      | 17 апреля 2003   | 18.25               |
| Рэйчел помогает Джоуи в подготовке к любовной сцене в сериале. В результате ей кажется, что у неё возникли чувства к Джоуи. Чендлер и Росс едут на отдых в Вермонт, где хотят «вынести всё, что можно» из гостиничного номера. Фиби поет у ресторана Моники, чем очень досаждает клиентам, а затем ссорится с Моникой. |            |                                                                                      |                    |                                                                                           |                  |                     |
| 214 | 20         | «The One with the Soap Opera Party» «Эпизод с «мыльной» вечеринкой»                  | Шелдон Эппс        | Сюжет : Шана Голдберг-Миэн Телесценарий : Эндрю Рейх и Тед Коэн                           | 24 апреля 2003   | 20.71               |
| Джоуи организовывает ежегодную вечеринку для актёров из «Дней нашей жизни», но скрывает этот факт от друзей, так как те не умеют вести себя со знаменитостями. Он дает им билеты на пьесу. В итоге все оказываются на вечеринке Джоуи, кроме Чендлера: он не знал и пошел на пьесу, где актриса (Алекс Борштейн) рассказывает о своей нелегкой судьбе женщины. К Россу в университет приезжают два профессора, для которых он должен провести экскурсии. Одна из них — привлекательная Чарли (Айша Тайлер), в которую он влюбляется, однако она встречалась только с Нобелевскими лауреатами. Моника берёт автографы у всех знаменитостей. В конце вечера Росс и Рэйчел видят целующихся Джоуи и Чарли. |            |                                                                                      |                    |                                                                                           |                  |                     |
| 215 | 21         | «The One with the Fertility Test» «Эпизод с результатом теста»                       | Гэри Халворсон     | Сюжет : Скотт Силвери Телесценарий : Роберт Карлок                                        | 1 мая 2003       | 19.03               |
| Чендлер и Моника идут в клинику сделать тесты и встречают там Дженис. Позже пара узнаёт, что не они могут иметь детей. Рэйчел получает приглашения на бесплатный массаж, но обещает Фиби не ходить, так как та не любит корпорации, однако сама работает в салоне, куда все же приходит Рэйчел. Фиби применяет шведский акцент, чтобы не быть узнанной Рэйчел. Джоуи хочет сводить Чарли в музей и просит совета у Росса, тот нехотя, но соглашается. |            |                                                                                      |                    |                                                                                           |                  |                     |
| 216 | 22         | «The One with the Donor» «Эпизод с донором»                                          | Бен Вайс           | Эндрю Рейх и Тед Коэн                                                                     | 8 мая 2003       | 19.55               |
| Чендлер и Моника подыскивают донора спермы, но позже приходят к мнению, что лучшим вариантом будет усыновление. Чарли, Рэйчел и Фиби идут по магазинам и в примерочной Рэйчел разговаривает с Фиби о Джоуи и Чарли. Чарли думает, что это Фиби влюблена в Джоуи. Фиби собирается на вечеринку к сестре Майка, но сталкивается со своим прежним парнем, Дэвидом. Росса приглашают на Барбадос для конференции палеонтологов, куда он берет своих друзей. |            |                                                                                      |                    |                                                                                           |                  |                     |
| 217218 | 2324       | «The One in Barbados» «Эпизод на Барбадосе»                                          | Кевин С. Брайт     | Шана Голдберг-Миэн и Скотт Силвери Дэвид Крейн и Марта Кауффман                           | 15 мая 2003      | 25.46               |
| Друзья отправляются на Барбадос, где проходит конференция Росса. Росс теряет данные для своего выступления и они с Чарли проводят все ночь в попытках их восстановления. Из-за влажности волосы Моники сильно вьются. Дэвид собирается сделать Фиби предложение. Моника звонит Майку и просит, что бы он что-нибудь предпринял. Майк тоже решается на этот шаг. Росс и Чарли обнаруживают, что у них много общего. Джоуи и Чарли рвут отношения. Когда Росс целует Чарли, Джоуи целует Рэйчел. Моника и Майк играют в настольный теннис, где побеждает Майк, но на помощь приходит Чендлер и выигрывает матч. |            |                                                                                      |                    |                                                                                           |                  |                     |